# ديفيد براندت (مزارع)
ديفيد برانت ( 1946/1947 (العمر 77–78)  - 21 مايو 2023) كان مزارعًا أمريكيًا معروفًا بالعمل على تقنيات الزراعة المستدامة، وتحديداً الزراعة بدون حراثة ومحاصيل التغطية. خارج مجال الزراعة، كان معروفًا على الإنترنت لكونه وجه ميم.

## النشأة
نشأ براندت في كارول، أوهايو،  في عائلة من المزارعين، وعمل في مزرعة جده منذ صغره. في المدرسة الثانوية، أدار عملية الخنازير من حين إلى آخر.
تم تجنيد براندت في حرب فيتنام بعد أسبوعين من زواجه من كندرا. ومن عام 1968 حتى عام 1969، خدم براندت مع مشاة البحرية، حيث حمل قذائف دبابات كجزء من كتيبة مدرعة. أصيب خلال خدمته، وحصل على وسام القلب الأرجواني.

## حياة مهنية
بعد عودته إلى الوطن من حرب فيتنام، بدأ براندت العمل كمزارع مستأجر في عام 1969. وقد لقي والده مصرعه في حادث جرار بعد وقت قصير من عودته. بعد وفاة والده، اضطر إلى بيع أرض والده وكثير من معداته. بدأ هو وزوجته، كندرا، الزراعة بدون حرث في عام 1971 كطريقة لخفض التكاليف حيث بدأوا الزراعة على نطاق وميزانية أصغر. كما حصل أيضًا على 3000 دولار من البرنامج الذي سعى إلى تشجيع المزارعين على تجربة تقنيات الحراثة. وفي نفس العام، تمكن من شراء مزرعة جدته. في ذلك الوقت، ركزت مزرعتهم على الذرة وفول الصويا والقمح، لكنهم قاموا أيضًا بتربية الخنازير وأبقار شارولي.

### الاعتراف
في عام 2012، أطلق ديف وايت، رئيس USDA-NRCS، على براندت لقب " أوبي وان كينوبي للتربة الصحية".
في مارس 2016، تم تسميته مزارع رئيسي من قبل مجلة أوهايو فارمر .
في عام 2022، أنشأت منظمة No -hale on the Plains، وهي منظمة تعليمية وزراعية غير ربحية مقرها في كانساس، جائزة David Brandt Soil Legacy لحراثة، والتي ستُمنح "للمنتجين العباقرة الذي بذلوا الجهود في حياتهم لتحسين صحة التربة". تم تسليم الجائزة الافتتاحية إلى Brandt.

## ميمي

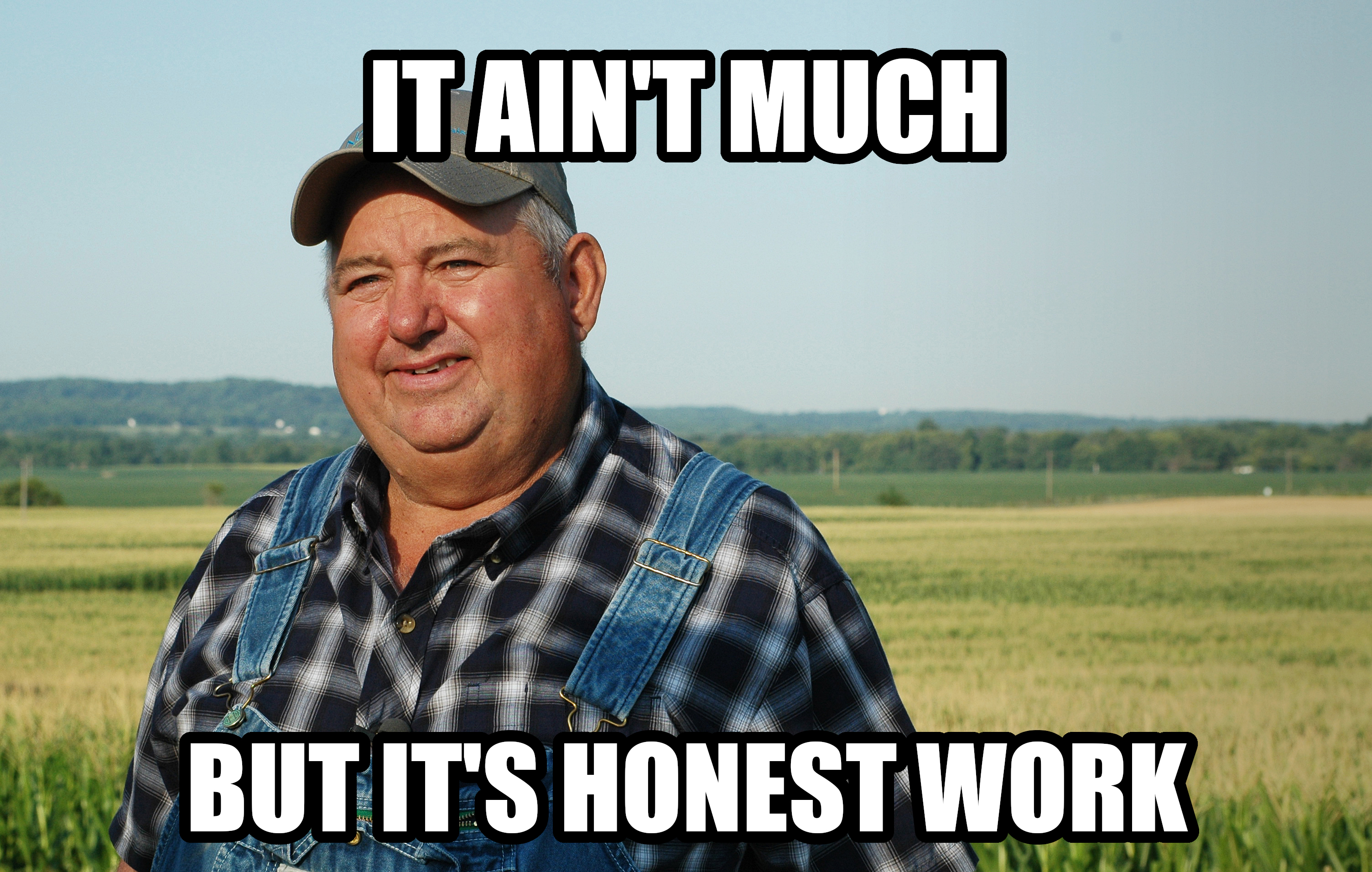
براندت "إنه ليس كثيرًا ولكنه عمل صادق" ميمي